# 杨池生

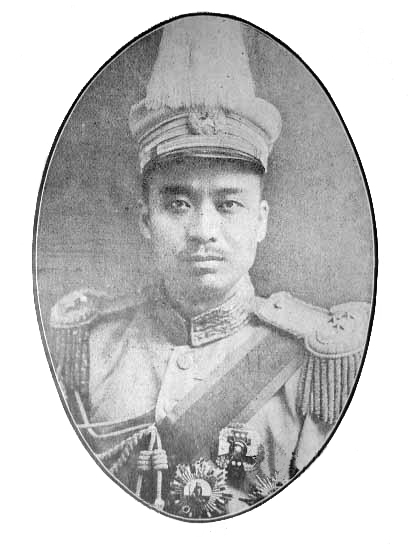
杨池生

杨池生（1891年—1962年）云南石屏人。中华民国軍人。為滇軍將領之一，後遭楊希閔逐出而失勢。

## 生平
杨池生毕业于云南讲武堂，與杨如轩、朱德均是云南讲武堂同学，护国军中的战友。护国战争时期，任护国第一军第三梯团第六文队第一营营长。1917年，升任靖国联军步兵第三团团长，随后任云南陆军第一混成旅第二团团长。1921年升任第一混成旅旅长。1923年8月任中央直辖滇军第一师师长，和杨希闵、杨如轩共同排斥张开儒，控制驻粤滇军，讨伐陈炯明。
1925年5月孫中山病故後，楊希閔以「通敵」（敵指涉吳佩孚）名義將楊池生撤除師長一職，逐出廣東。
楊池生隨後投靠吳佩孚，成為吳佩孚下屬滇軍第1師師長兼贛南鎮守使。1927年國民革命軍北伐時，其部隊在江西省與國民革命軍第二軍與國民革命軍第十四軍交戰，為第二次永豐戰鬥，該役後楊池生部隊遭到殲滅。
在北京國民政府與南京国民政府投降後，失去兵權的杨池生轉任军事参议院参议，隨後退役返回昆明從商。
中华人民共和国成立后，杨池生被关押，后于1951年释放出狱，监外执行。1962年，杨池生病逝。